# Cathédrale Saint-Paul de Münster
Cette  cathédrale n’est pas la seule cathédrale Saint-Paul.
La cathédrale Saint-Paul (en allemand : St.-Paulus-Dom) est le monument le plus impressionnant et le plus prestigieux de la ville de Münster, en Allemagne. Elle fut construite de 1225 à 1264, période transitoire dans l'histoire de l'architecture entre l'art roman et l'art gothique. Elle fut en grande partie détruite lors de la Seconde Guerre mondiale. Elle a été reconstruite à l'identique. 
La cathédrale a été entièrement rénovée pendant 14 mois en 2012-2013. C'est aujourd'hui le seul monument encore existant et datant de cette période. Elle est la cathédrale du diocèse de Münster. 

## Architecture
Le corps du bâtiment est composé d'une nef à trois vaisseaux, deux transepts et deux tours. À l'intérieur de l'église, des grands arcs s'élancent qui ont été ajoutés, retirés ou rénovés. Aujourd'hui, la cathédrale est un complexe attrayant, rien que pour la forme de la bâtisse originelle (les églises à deux transepts sont plus rares que celles à un transept puisque l'ensemble de la nef et du transept représente la croix), mais aussi de ses nombreux ajouts comme les statues et les portails. C'est la plus grande cathédrale de Westphalie, non seulement pour sa taille mais aussi pour sa grande valeur artistique.
La cathédrale fut presque entièrement détruite (voûtes, arcs, piliers, statues, objets de valeur…) pendant la Seconde Guerre mondiale. Elle fut reconstruite en dix ans lors de la reconstruction de Münster. L'horloge astronomique, ainsi que la série des apôtres, les épitaphes, les autels, le trésor (la chapelle de la cathédrale) ; et les chapelles des chœurs (une des chapelles dans laquelle repose le cardinal von Galen ont miraculeusement échappé à la destruction.

## L'horloge astronomique

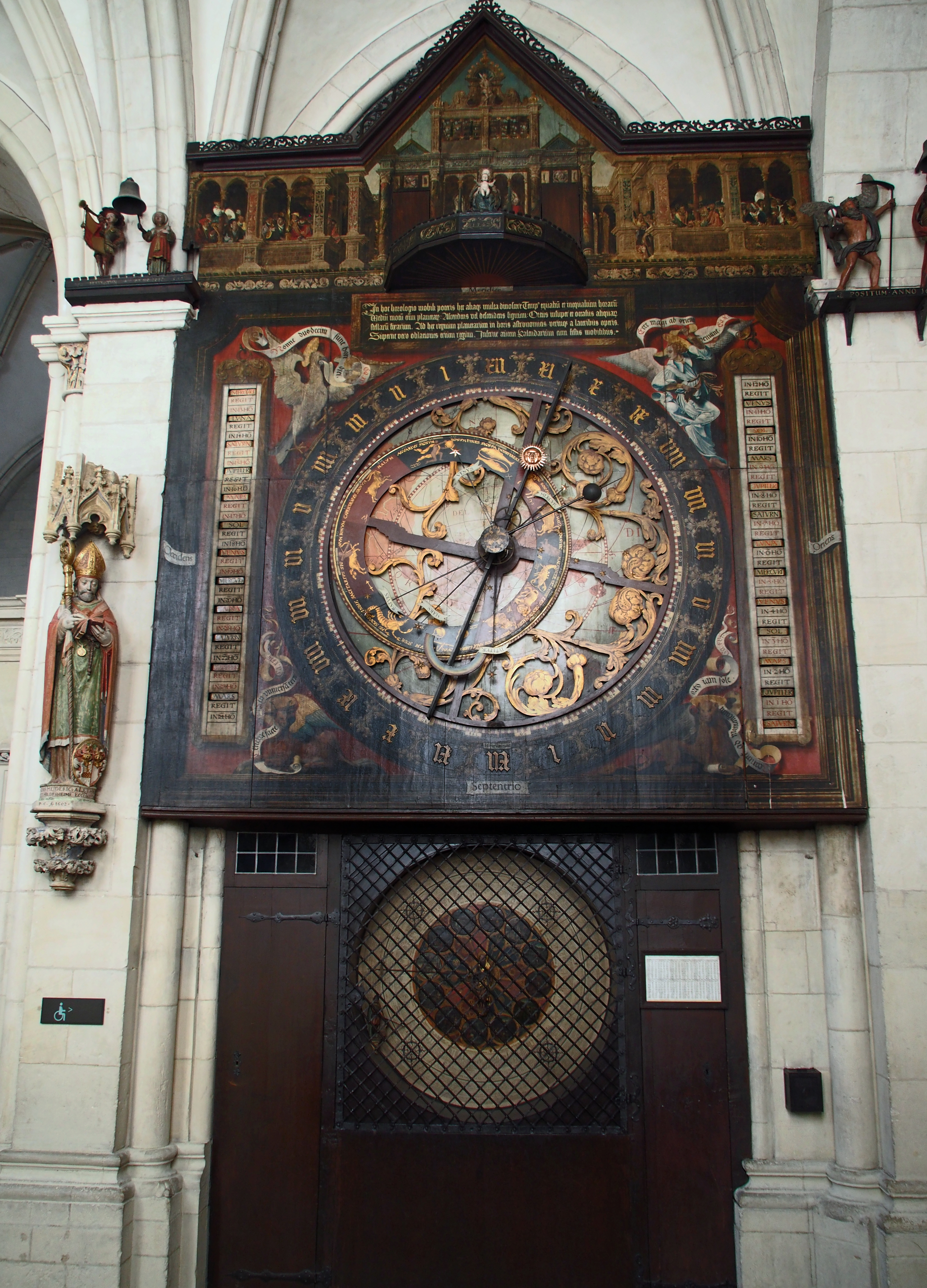
L'horloge astronomique.

L'horloge à la particularité de tourner dans le sens anti-horaire.
Elle se situe dans le déambulatoire de la cathédrale. 
La première horloge avait été détruite par les anabaptistes, mais on n'a jamais su précisément de quand elle datait. Mais une fois que le règne des anabaptistes fut terminé, on reconstruisit une autre horloge astronomique au même emplacement en 1540. Trois personnes participèrent à sa création : le mathématicien et imprimeur Dietrich Tewyvel, le moine franciscain et auteur du calendrier Johan von Aachen, et le forgeron Nikolaus Windenaker. Pour donner à l'horloge astronomique une allure plus artistique, on fit appel à un peintre et à un sculpteur. 
Comme beaucoup d'horloges en Allemagne, tous les jours à midi, la ronde des rois mages sort d'une petite porte de l'horloge. Pendant qu'ils tournent autour d'un axe pour revenir à l'intérieur de l'horloge, un vieux carillon joue un air de Noël. Il y a deux personnages de chaque côté de la partie supérieure de l'horloge. En partant de l'extrême gauche à la gauche, le sonneur qui sonne les heures pleines, et sa femme qui tape en même temps que son mari avec un coup de marteau sur une cloche. Puis, de la droite à l'extrême droite : Chronos tenant un sablier et une faux qu'il remet à sa voisine « la Mort », cette dernière sonnant les quarts d'heure avec un marteau. 
Cette horloge présente les différents aspects de nombreuses planètes, de la lune et du soleil.

## Galerie d'images

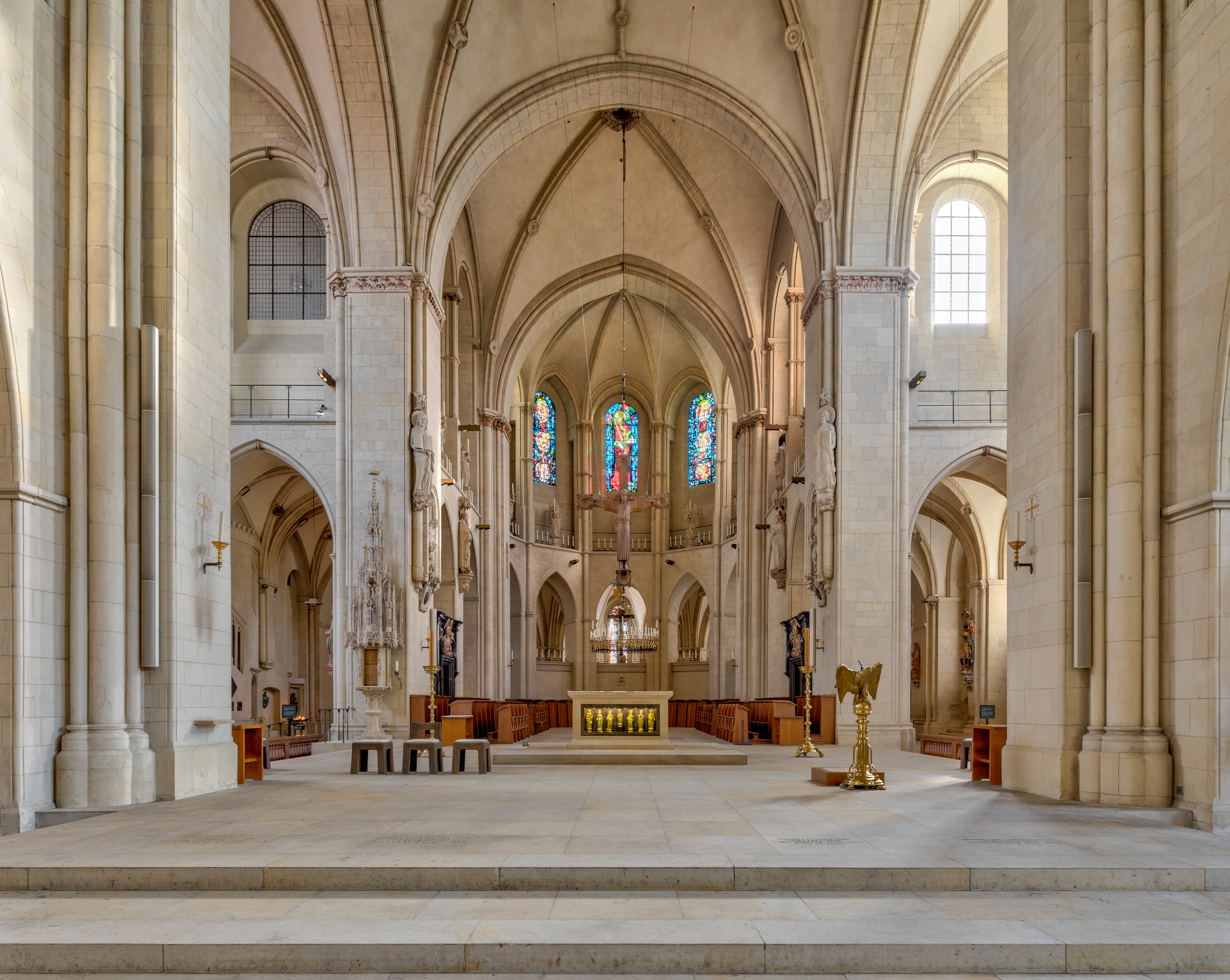
Vue générale du chœur.
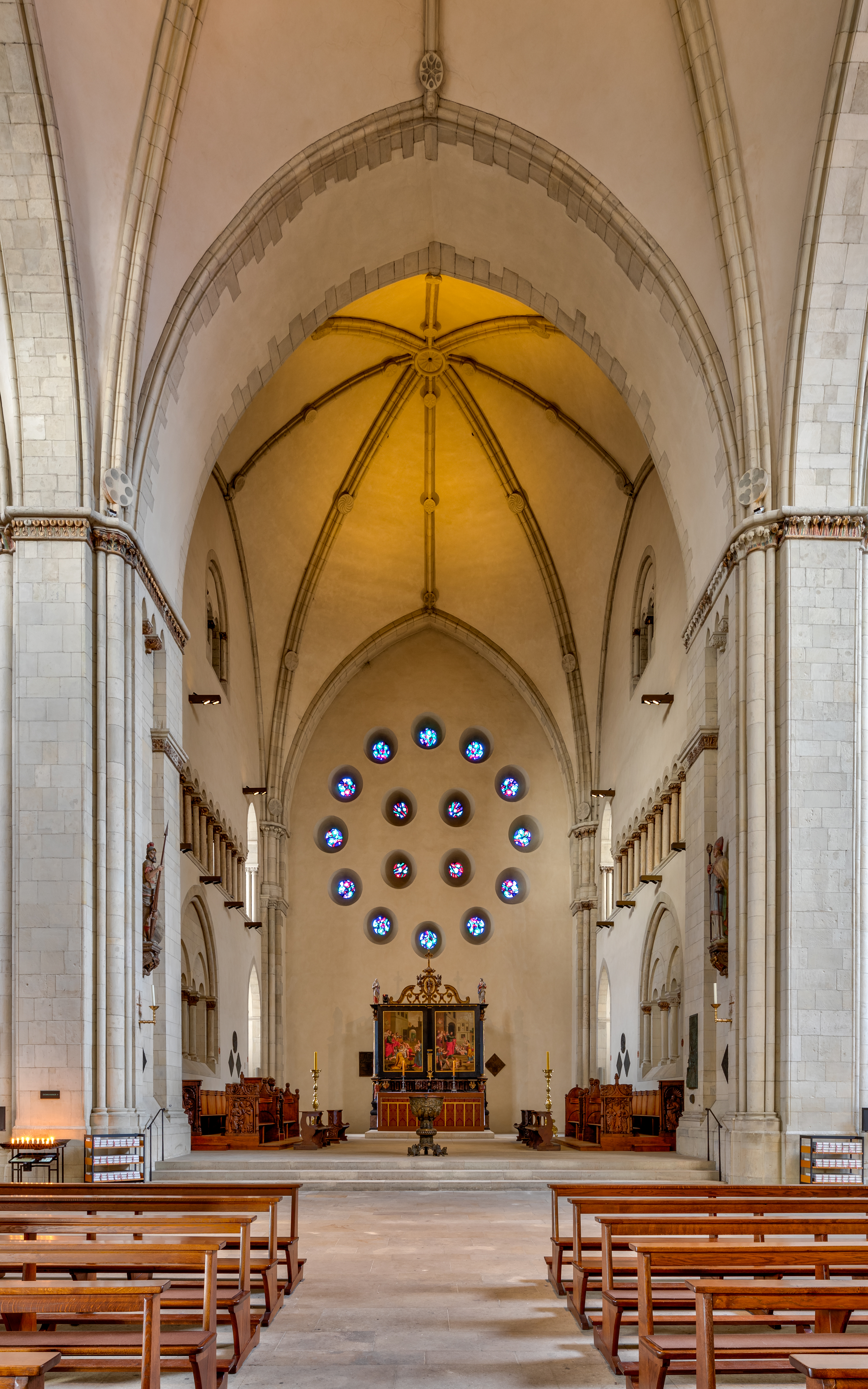
L'ancien chœur.
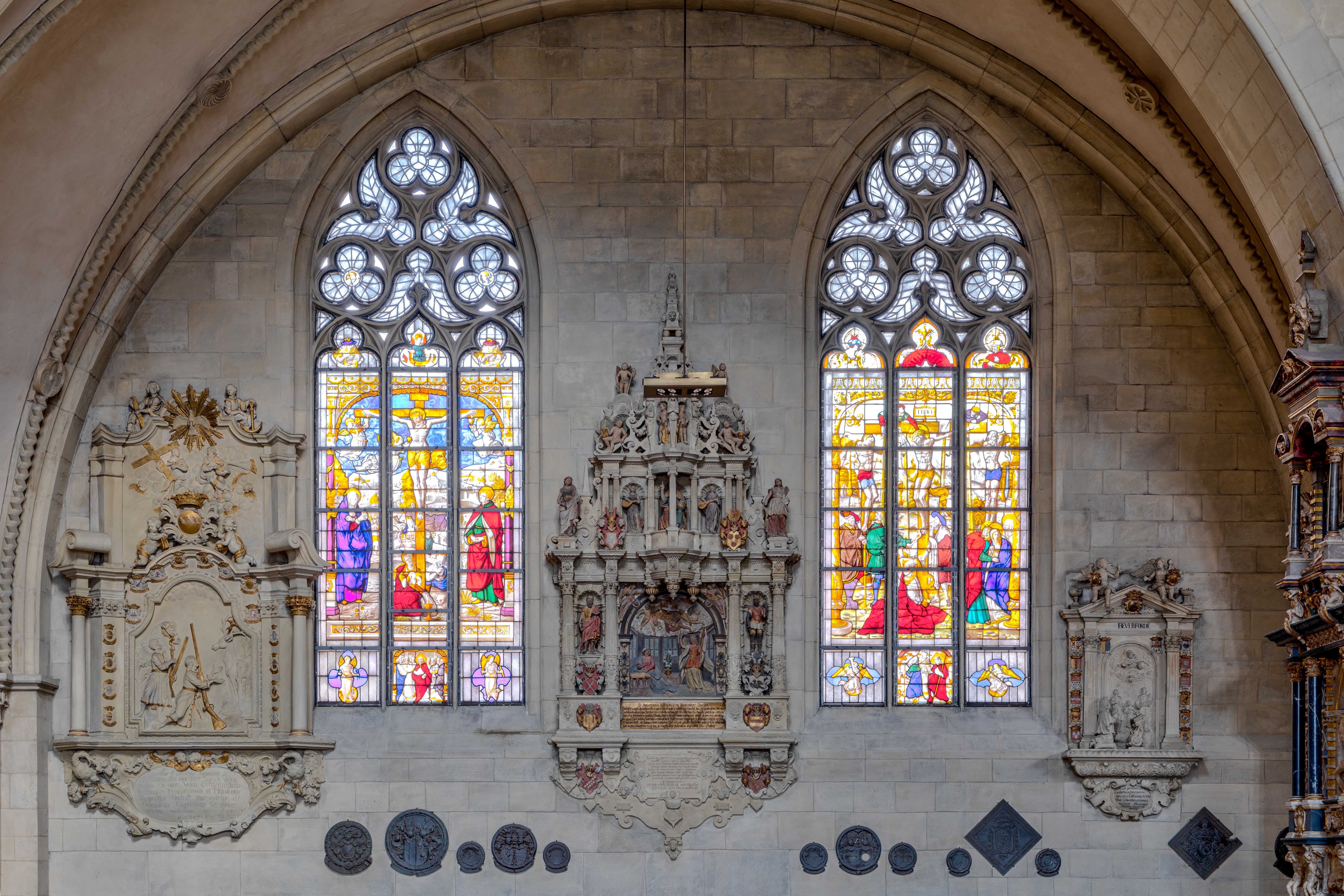
Vitraux dans l'aile nord-est.
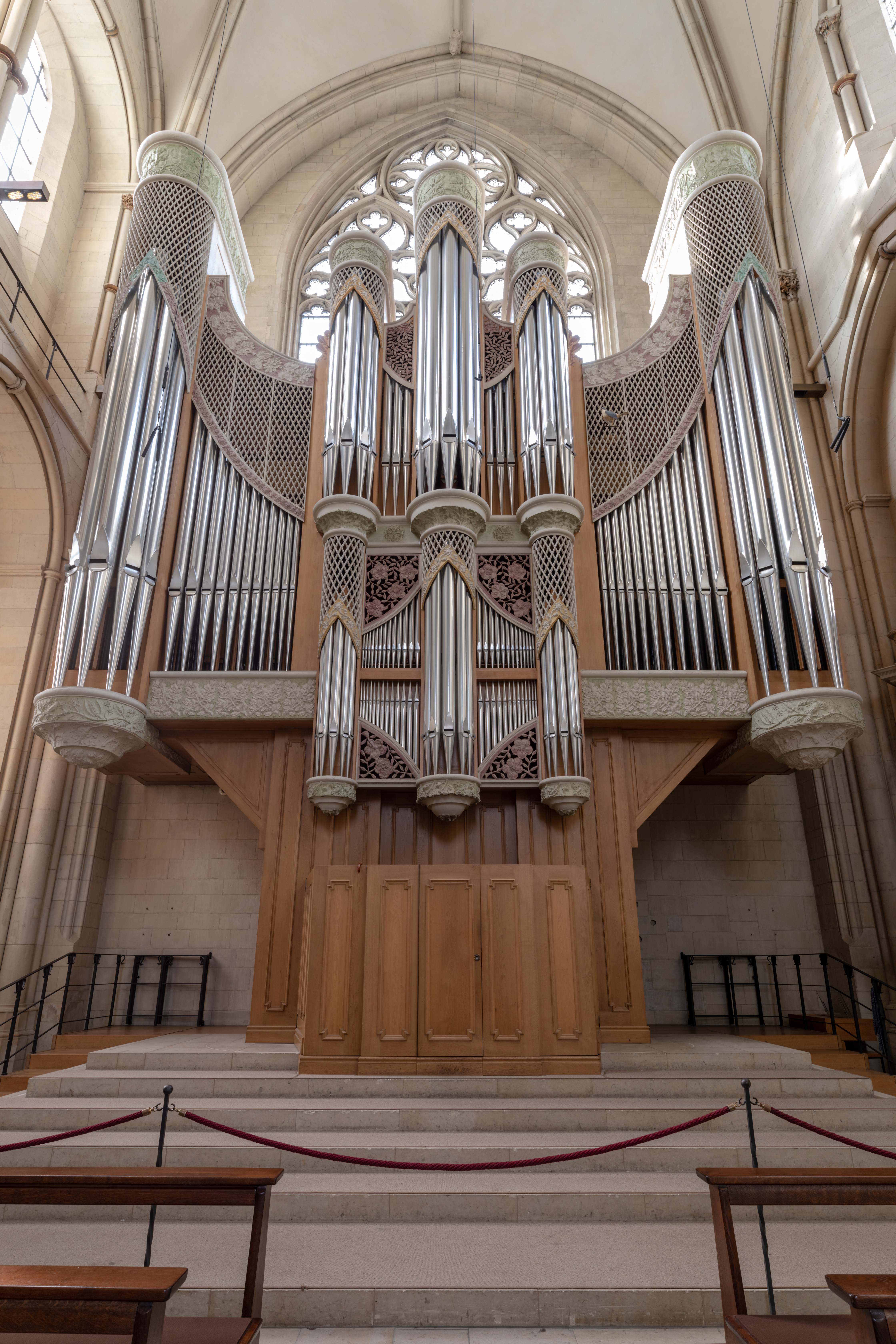
L'orgue.